# Ha*Ash
Ha*Ash es un dúo mexicoestadounidense de pop country originario de Lake Charles, Luisiana. Se fundó en 2002 por las hermanas Ashley Grace y Hanna Nicole. El nombre «Ha*Ash» es un acrónimo formado por las primeras letras del nombre de cada integrante (Hanna, Ashley), mientras que el asterisco es un símbolo tipográfico que representa una estrella. El dúo es considerado como uno de los más importantes de habla hispana y el dueto femenino más influyente de los últimos años en Latinoamérica. Sus canciones más destacadas son «Lo aprendí de ti», «Perdón, perdón», «Te dejo en libertad», «¿Qué hago yo?», «Ex de verdad», entre otras.
Sus primeros acercamiento artísticos fueron a los cinco y seis años, respectivamente, cantando góspel en iglesias de DeQuincy, Luisiana. Desde temprana edad, debieron vivir entre Lake Charles y Ciudad de México, optando en sus inicios por traducir canciones country al español con el fin de mostrar sus raíces estadounidenses. Aunque su estilo musical ha ido variando a lo largo de sus lanzamientos discográficos, el dúo llegó a desarrollar un sonido que se basaba en los contrastes del pop con el country, incursionando principalmente en la balada romántica. A pesar de que su primer idioma es el inglés, el dúo ha publicado la mayoría de sus canciones en español, «Already Home» una colaboración con Brandi Carlile de 2008, se convirtió en su primer tema compuesto y grabado en su lengua materna.
Hasta la fecha, han editado 7 álbumes de estudio: Ha*Ash (2003), Mundos opuestos (2005), Habitación doble (2008), A tiempo (2011), 30 de febrero (2017), Haashtag (2022) y Haashville (2024); y 2 en vivo: Primera fila: Hecho realidad (2014), Ha*Ash: En vivo (2019). Sus álbumes Primera fila: Hecho realidad y 30 de febrero, les adjudicó al menos la certificación de oro entregada por la Asociación Mexicana de Productores de Fonogramas y Videogramas para todos sus sencillos, de la misma forma, todos sus discos han sido certificados por AMPROFON. Su tema «Lo aprendí de ti» se convirtió en la primera balada en español de una banda pop en alcanzar el billón de reproducciones en YouTube. Para la promoción de sus discos el grupo ha realizado diversas giras musicales, siendo consideradas por diversos medios como «Las reinas del sold out» por los llenos en sus conciertos.
Han figurado en el doblaje latino de las películas Igor (2008), Sing: ¡Ven y canta! (2016) y Sing 2: ¡Ven y canta de nuevo! (2021) y publican las canciones «Un amigo así» y «Cree y atrévete» para las bandas sonoras de las películas Magos y Gigantes (2003) y Tinker Bell (2008), respectivamente. Más allá de su carrera artística, también han contribuido en varias obras humanitarias y de caridad, en 2007 crearon su propia fundación «Fondo Ha*Ash», y son nombradas embajadoras de la organización no gubernamental Save the Children en 2010.

## Primeros años y formación

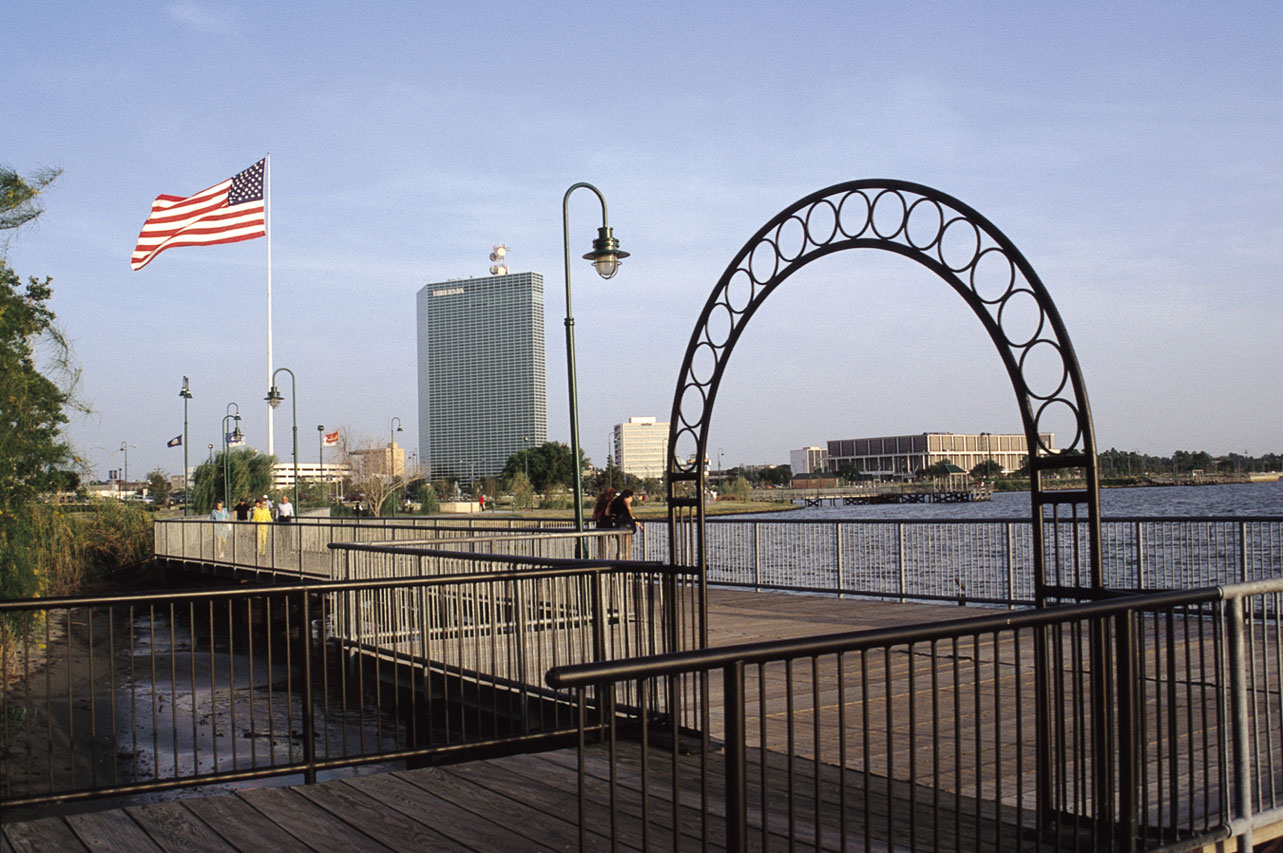
Lake Charles, Luisiana, ciudad donde nació el dúo.

Hanna Nicole Pérez (25 de junio de 1985) y Ashley Grace Pérez (27 de enero de 1987) nacieron en la ciudad de Lake Charles en el estado de Luisiana, Estados Unidos. Son la segunda y tercera hija, respectivamente, del matrimonio conformado por los estadounidenses Antonio Pérez, un asesor financiero y la profesora Mathilda Pérez (Mosa, de soltera). Sus padres se divorciaron en 2005. Tienen cuatro hermanos; Steven, Samantha, Charlie y Josie Pérez, los dos primeros provenientes de ese antiguo matrimonio, mientras que los últimos de la nueva relación de su padre. Poseen ascendencia Mexicana por parte de su abuelo paterno, quien es originario de la ciudad de San Luis Potosí y, de forma más distante, alemana y española por parte de sus bisabuelos. Sus padres y la mayoría de sus familiares nacieron en los Estados Unidos. A causa de que su padre y abuelo abrieron una empresa de lácteos en 1985 en México, fueron criadas entre Lake Charles y la Ciudad de México, viviendo por momentos seis meses del año en cada país. Pese a que el inglés es su idioma materno, durante la infancia les enseñaron español, perfeccionándolo en la escuela americana que ellas asistían en México. Sobre su bilingüismo comentaron que saben ambos idiomas debido a que desde pequeñas se adaptaron a dos países con lenguajes distintos, sumado a que su madre al no saber español, se comunicaba con ellas solo en inglés, mientras que su padre lo hacía, en ocasiones, en español; «sabemos los dos idiomas porque la mitad de la escuela la cursamos en Estados Unidos, y la otra en México. En casa de mamá no se habla español; y en la de papá, sí».
Desde pequeñas, mostraron interés por la música debido a su abuela paterna, quien participaba activamente en los coro de la iglesias en Pine Grove Baptist Church en DeQuincy, del mismo modo, fue la persona que les enseñó a armonizar y a tocar sus primeros acordes en piano. Fue así, como a los 5 y 6 años, respectivamente, las integran a los coros y comienzan a cantar góspel en iglesias de Luisiana. A la edad de 11 y 12 años, rinden sus estudios escolares por las mañanas en México y en las tardes participaban de clases de música, además de cursos de jazz, ballet, gimnasia, actuación, teatro, expresión corporal, entre otras actividades. Comentaron que por requisito de sus padres solo asistían a estas lecciones de música y arte si les iba bien en la escuela, igualmente, añadieron que para ellas la música sólo era un juego «era nuestro pasatiempo, nunca pensamos que podríamos dedicarnos a ello, porque no conocíamos a nadie dentro de la música». Posteriormente a sus clases, cada fin de semana viajaban a Lake Charles para cantar en ferias y en rodeos del lugar, llegando a participar en Angola la prisión estatal más grande de los Estados Unidos. A lo largo de 2000, a causa de las faltas en la escuela, debieron continuar paralelamente sus estudios con una profesora particular que viajaba constantemente con ellas para seguir con sus conciertos en Luisiana. Se describieron a sí misma en su vida académica en la educación preescolar como «la tímida» y la «inquieta»; como afirmó Hanna en una entrevista: «Mis papás decían que cuando yo entré a la escuela era tímida con otros niños, Ashley aún no ingresaba a la escuela y la única forma de que yo podía ir era si ella venía conmigo», mientras que en la secundaria comentó que ella era «disciplinada» y su hermana «rebelde»; «yo era muy estudiosa y Ashley era un desastre, yo entraba a hacer sus exámenes para que los aprobara».
En torno a los 14 y 16 años, reciben invitaciones del Secretario de Estado de Luisiana para colaborar del turismo del lugar como Railroad Festival y The Louisiana Music Cavalcade. En virtud de las experiencias pasadas, su profesor de escuela las animó a grabar demos de las canciones country que ellas traducían al español con el fin de probar suerte en México. A principios de 2002, realizan una serie de audiciones para buscar una compañía discográfica que estuviera interesada en ellas, siendo rechazadas por su propuesta musical, «grabamos un par de canciones country y empezamos a hacer audiciones para diferentes compañías. Nos decían que sí, pero para cantar pop [...] cuando empezamos a buscar oportunidades, nadie nos quiso firmar porque nuestro concepto y estilo no iban a funcionar en Latinoamérica». Luego de ser rechazadas en distintas discográficas, Sony Music Latin fue la última que visitaron y quién las contrató por su «propuesta diferente» en 2002, naciendo así «Ha*Ash» un dúo que mezclan el pop con el country en español. Sobre su elección por cantar en español y su afición a la música, comentaron: «cuando estábamos en los Estados Unidos cantábamos covers en inglés, y bueno, cuando incluíamos un par de canciones nuestras, era el momento en que la gente se levantaba por palomitas porque no era algo conocido. Esas canciones eran countries traducidas al español [...] cuando llegábamos a México se las mostrábamos a nuestros amigos, y desde la primera vez que hicimos eso, nos dimos cuenta que era lo que queríamos compartir, mostrar nuestras raíces».

## Carrera artística

### 2002-2004: Álbum homónimo debut
Tras su acuerdo con Sony Music Latin, a la edad de 15 y 16 años, respectivamente en 2002, el dúo realizó su primera presentación contratado por una disquera en Acapulco, México. Durante ese año, firman contrato con la agencia SeiTrack Management para su representación artística, meses después se presentan oficialmente como «Ha*Ash» con una banda y un concierto montando en Ciudad del Carmen. Durante ese año, la agrupación preparó su primer trabajo discográfico. Su sencillo debut «Odio amarte» que dio inicio a su carrera artística, fue escrito originalmente en inglés y traducido al español con ayuda de Áureo Baqueiro, se lanzó en México el 23 de abril de 2002 y se convirtió en una de las canciones más escuchadas en las estaciones de radio del país. Ese mismo año, se divulgó de manera promocional para Estados Unidos el tema «I Want to Be a Cowboy's Sweet Heart» una versión de la canción del mismo nombre de Patsy Montana. Posteriormente, se publicó «Estés donde estés» como el segundo sencillo en México y primero en Estados Unidos, la canción formó parte de la telenovela juvenil CLAP... el lugar de tus sueños de la cadena Televisa, convirtiéndose en el tema publicitario de una marca de electrónicos, además de ser premiada a Canción del Año por los premios Orgullosamente Latino. En lista Billboard de Estados Unidos se ubicó en la posición 14 en Latin Airplay y Hot Latin Songs y en la ubicación 9 en Latin pop Airplay.
El 11 de mayo de 2003, Columbia Records una subsidiaria de la marca Sony publicó su álbum debut homónimo producido por Baqueiro, el cual obtuvo la posición 19 en Latin Pop Albums de Billboard en Estados Unidos, y les adjudicó su primera certificación discográfica, ya que la Asociación Mexicana de Productores de Fonogramas y Videogramas (AMPROFON) les otorgó un disco de oro por vender 75.000 copias. Posteriormente, se lanzó como tercer sencillo de la producción «Te quedaste», el cual alcanzó el lugar 28 en Latin Airplay y Hot Latin Songs, además de la posición 17 en Latin pop Airplay, en las listas de Estados Unidos. Para la promoción de su primer álbum en 2003, el dúo se presentó por primera vez en un festival de radio en Guadalajara y en diversos programas de televisión, simultáneamente los fin de semana realizan los exámenes de la escuela para terminar sus estudios. Debido a la buena aceptación disco, a finales de ese año, Ánima Estudios las invita a integrar la banda sonora del largometraje de animación Magos y Gigantes, donde interpretaron el tema musical «Un amigo así». Ese mismo año fueron premiadas como Artista Revelación por la Academia Nacional de la Música.
Durante febrero de 2004, Ha*Ash participó en una temporada en el Hard Rock Café de Acapulco y en el Hard Rock Live de la Ciudad de México, con su gira llegan a la cumbre con su presentación en el Teatro Metropólitan en México. Ese mismo año, Columbia publicó «Soy mujer» y «Si pruebas una vez» para México como el cuarto y quinto sencillo de este material, donde el primer tema formó parte de la banda sonora de la tercera edición de Big Brother en 2004. El 14 de marzo de ese mismo año, se dio inicio a Big Brother VIP 3, donde el dúo la interpretó en vivo para dicho programa. En julio de 2004, la producción obtuvo la certificación de platino por la venta de 150.000 copias, adicionalmente el mismo mes, se lanzó una edición especial, el cual contiene en DVD los vídeos de los tres sencillos, su versión detrás de cámaras, karaoke y una entrevista. Esta nueva versión obtuvo la certificación de platino en México. Con su primer material, Ha*Ash logró posicionar sus cinco sencillos en el top 10 radial en México. Desde entonces, se estima que el material ha vendido alrededor de 350.000 copias mundialmente, además de conseguir el disco de oro más platino en México por la venta de 225.000 ejemplares.

### 2005-2007:Mundos opuestos
A principios de 2005, la banda comenzó las preparaciones para su nuevo material discográfico, el primer sencillo «Amor a medias», salió a la venta el 8 de junio de 2005, tres meses antes del lanzamiento de su próximo trabajo de estudio. La nueva pista alcanzó la posición 4 en México. El 27 de septiembre de ese año, apoyadas por Sony BMG el grupo comercializó Mundos opuestos cuyo nombre se basó en el carácter diferente de las hermanas y se realizó con la ayuda del mismo productor de su álbum debut. El disco contó con las colaboraciones de diversos compositores, entre ellos; Soraya, Leonel García y Gian Marco, e incluyó «Vaquera» una versión en español, adapta por las hermanas de la canción «I Want to Be a Cowboy's Sweet Heart» de Patsy Montana lanzada de promoción en 2003. La producción consiguió el número 8 de lo más vendido en México. Ese mismo mes, logró la certificación de platino por la venta de 50.000 copias. A finales de 2005, el dúo fue premiado como Artista Revelación en los Premios Lo Nuestro.
Para continuar con la promoción, el dúo lanzó «Me entrego a ti», tema que al igual que el primer sencillo se posicionó en el cuarto lugar en México, y en la ubicación 15 en Latin Pop Songs. En marzo de 2006, se publicó «¿Qué hago yo?» como tercer sencillo, se convirtió en el primer número uno de la banda en México y logró la posición 36 en México Español Airplay, y 50 en Latin Pop Songs. Estos dos últimos temas fueron compuestos por la cantante Soraya, quién se ofreció para contribuir en este material, invitando a las hermanas a trabajar con ella en su departamento en Miami. «Estoy escribiendo canciones para las chicas. Ya escuché su primer disco y me gustó. Me gustan las chicas, las encuentro auténticas, me gusta su energía; creo que el trabajo que he hecho con mis discos está abriendo el camino a artistas como ellas [...] Tienen un futuro muy grande, incluso fuera de México»; expresó la cantante durante una entrevista en 2004. Finalmente, Sony comercializó su cuarto sencillo para Estados Unidos «Tu mirada en mi» el 22 de abril de 2006, el cual obtuvo el lugar 28 en Latin Pop Songs y cuyo vídeo fue estrenado en abril de 2006. La pista fue nominada a Canción Corta Venas por los Premios Juventud. Ese mismo año, se divulgó una reedición del disco para incluir el corte «Código postal», tema de una telenovela mexicana del mismo nombre. En agosto de ese año, consiguieron la certificación de platino por la venta de 100.000 unidades en México.
Mundos opuestos que contó con las promoción de cuatro sencillos, obtuvo la certificación de oro más platino en México, y hasta la fecha ha vendido alrededor de 500.000 ejemplares en todo el mundo. A finales de 2006, fueron reconocidas a Grupo Pop Latino del Año por los Premios Oye!. Con el material, el dúo se embarcó en una gira por Norteamérica, repitiendo la buena recepción del álbum anterior, presentándose con esta nueva producción en el Teatro Metropólitan, con 3 conciertos con lleno total, además de participar de festivales radiales y programas de televisión. Llegaron a ofrecen entre los años 2003 y 2007, más de 350 presentaciones por Latinoamérica. En febrero del año 2007, el tema ¿Qué hago yo? se convirtió en el más significativo para la banda, ya que AMPROFON les concedió un disco de platino en formato ringtone, siendo su primera certificación para una canción.

### 2008-2010:Habitación doble

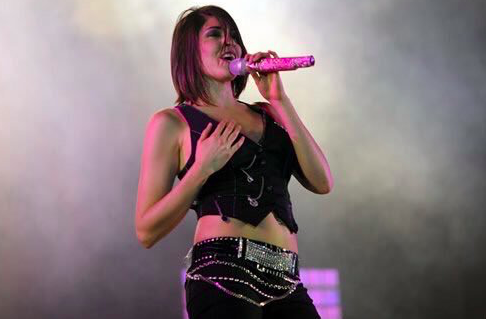
Ashley Grace durante un concierto en 2008.

A principios de 2008 entran a los estudios en Nashville, Tennessee para grabar su tercer álbum de estudio. Para su preparación, viajaron a Los Ángeles, Miami, Nashville y Luisiana, asimismo se dedicaron a terminar sus estudios antes de comenzar el trabajo, «Para realizar este álbum decidimos terminar la preparatoria e iniciar la universidad para estudiar formalmente la música», comentó Hanna. El disco cuenta con la participación de un nuevo productor Graeme Pleth y el mismo Áureo Baqueiro, en la selección de temas contaron con el apoyo de Kany García, Gian Marco y Leonel García, siendo Hanna y Ashley las que compusieron la mayoría de las canciones. Buscando un nuevo sonido para sus canciones se inclinan ahora por un ritmo más roquero sin dejar de lado el estilo country que las caracteriza, «Queríamos un disco crudo, palpable, Graeme le dio el toque brit pop británico que buscábamos», detalló Hanna. Previo al lanzamiento de su nueva producción discográfica, para su promoción se estrenó el primer sencillo «No te quiero nada» tema que alcanzó los primeros lugares en las listas radiales de México, además del lugar veintiocho en Latin Airplay y Hot Latin Songs y la posición diecisiete en Latin pop Airplay. Adicionalmente, se ubicó en la posición treinta y uno en México Español Airplay y cincuenta en las listas de España. La pista fue nominada a Tema Pop Airplay del Año por los Billboard Latin Music Awards, y les permitió recibir el premio a Canción del Año entregado por la Sociedad Americana de Compositores, Autores y Editores (ASCAP).
El nuevo material Habitación doble salió a la venta el 1 de agosto de 2008, la producción alcanzó la posición catorce en la lista Latin Pop Album de Billboard, además de obtener el primer lugar en ventas de iTunes latino en Estados Unidos. Se convirtió en el sexto disco más comercializado durante semanas en México, siendo premiado por sus ventas con la certificación de oro en dicho país. El álbum incluye «Already Home» un dueto con Brandi Carlile (intérprete de «The Story» de la banda sonora de la serie Grey's Anatomy) convirtiéndose en la primera canción compuesta y grabada por el dúo en inglés, a finales de septiembre de 2008 fue elegido en iTunes como el tema de la semana en Estados Unidos. Ese mismo mes, forman parte de la gira Reventour, una serie de conciertos realizados en varios lugares de México. Para la promoción del disco continuaron con una serie de conciertos durante 2008, llegando a ciudades como Houston, Austin, San Antonio y McAllen, en los Estados Unidos. El segundo sencillo «Lo que yo sé de ti» se lanzó el 24 de noviembre del mismo año, tema que alcanzó la primera posición en México Español Airplay, México Airplay y en Monitor Latino. Adicionalmente, trabajaron en proyectos de cine como Tinker Bell de Disney con la canción «Cree y atrévete», y en el doblaje latino para la película Igor.
El tercer y último sencillo del álbum «Tú y yo volvemos al amor» una versión del tema del mismo nombre de Mónica Naranjo se publicó a inicios de 2009, cuya pista consiguió la posición veinte y treinta y uno en las listas México Español Airplay y México Airplay. En mayo de ese año, se lanza la edición especial de Habitación doble para incluir las canciones «Labios partidos», «Me niego a olvidarte», «Punto final» y «Already Home» (en su versión en español), junto con un DVD que contiene los vídeos de los dos primeros sencillos y el tema «¿Qué hago yo?» del disco anterior, con sus versiones detrás de cámaras, karaoke y una entrevista. Se presentan por primera vez en el Auditorio Nacional de México con un lleno total el 24 de mayo de 2009. Actuaron por primera vez en España el día 5 de julio en Barbera del Valles, esa misma semana visitaron la academia de Operación Triunfo. A finales de ese año, Habitación doble fue premiado a Lo Mejor en España por Cadena Dial, el dúo fue nominado a los Premios 40 Principales de España en la categoría Mejor artista internacional, y ganó el premio Artista Juvenil del Año en los Premios Telehit. Al año siguiente, participaron en el álbum homenaje a Mecano titulado Tributo a Ana, José y Nacho, grabando una nueva versión de «Mujer contra mujer».

### 2011-2013:A tiempo

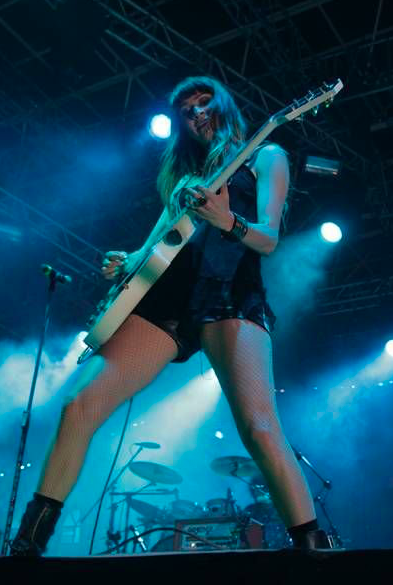
Hanna Nicole en Zacatecas, el 15 de abril de 2012.

Tras el lanzamiento de su tercer álbum de estudio Habitación doble en 2008, pasaron alrededor de tres años para comenzar la planificación de su nueva producción discográfica, donde el dúo decidió hacer las cosas con calma para lanzar un trabajo renovado en el que se pudiera notar su evolución y madurez. Previamente al lanzamiento, el 21 de marzo de 2011, se estrenó «Impermeable» el primer sencillo del material. La pista alcanzó la primera posición en México Español Airplay y en Monitor Latino, obteniendo la certificación de oro en el país. El vídeo musical se estrenó el 4 de mayo de 2011, y se grabó en Ciudad de México bajo la dirección de Fausto Terán. El cuarto álbum de estudio titulado A tiempo fue preparado y grabado en un plazo de ocho meses entre Los Ángeles, California y Milán, Italia. Contó con la participación de su productor de cabecera Áureo Baqueiro, además del italiano Michele Canova, quien las ayudó a encontrar nuevos caminos. Este material salió a la venta el 16 de mayo de 2011, incluye once pistas entre ellas, una colaboración con el dúo mexicano Río Roma, además de un DVD que contiene ocho de las canciones del disco y dos de los discos anteriores grabadas en acústico. Alcanzó la cuarta posición semanal de lo más vendido en México durante ese año. En julio del mismo año, recibió la certificación de oro en México por más de 30.000 copias vendidas. Cuatro meses después de su lanzamiento, el álbum recibió el disco de platino.
El 11 de julio de 2011 se lanzó «Te dejo en libertad» el tema más significativo del álbum y compuesta a causa de una historia real de Ashley. Alcanzó la primera posición en las listas Español Airplay, Airplay y Monitor Latino de México, además de ubicarse en la posición veintinueve en Latin pop Airplay. El tema obtuvo la certificación de oro más platino en dicho país y la presea Composición y Canción del Año por la Sociedad de Autores y Compositores de México (SACM). A inicios de abril comenzaron su gira A Tiempo Tour para la promoción de su cuarto álbum de estudio como teloneras de dos conciertos realizados para el Cola Cola Pop Festival organizado como la antesala de los conciertos de la gira Sale el sol World Tour de Shakira en el Foro Sol de Ciudad de México y en el Estadio 3 de Marzo de Guadalajara. A finales de noviembre del mismo año, el dúo fue invitado a España para formar parte de la realización de En la playa, un disco homenaje al grupo Hombres G, donde versionaron la pista «Temblando» en colaboración con su vocalista David Summers.
El tercer sencillo «Todo no fue suficiente» se lanzó el 2 de enero de 2012. Debutó en la primera posición de ventas durante su lanzamiento en la tienda virtual de iTunes, además de alcanzar la segunda ubicación en la lista México Español Airplay, además del lugar once en México Airplay, ambas de Billboard. Adicionalmente se posicionó en la cuarta posición en el Monitor Latino de México. El 20 de marzo de 2012 se lanza una reedición especial del disco para incluir las canciones «Hoy no habrá mañana», «Un beso tuyo» y «Camina conmigo» (en su versión solista), además de diversos materiales como; un DVD que incluye catorce de sus canciones interpretadas en un concierto en vivo, un documental del detrás de cámaras de su presentación en el Auditorio nacional, entrevistas y galerías. La demanda de esta nueva edición les permitió ser acreedoras de disco de platino más oro en México por más de 90.000 copias. Adicionalmente, participaron en el programa de talentos La Voz... México como asesoras del equipo de Beto Cuevas, y en la serie Take Two with Phineas and Ferb como artistas invitadas. Durante el mismo período el dúo recibió un premio y una nominación en los Kid Choice Awards México como Grupo o Dúo Latino Favorito, y fueron reconocidas a Grupo del Año por los Premios Oye!.
El cuarto y último sencillo publicado «¿De dónde sacas eso?» el 11 de julio de 2012 estuvo por semanas en los primeros lugares de popularidad a nivel radial. Alcanzó la cuarta y novena posición de las listas México Español Airplay y México Airplay, recibiendo la certificación de oro en México y el premio Composición y Canción del Año otorgado por SACM, mencionado anteriormente. El 20 de agosto de 2013, el cantante mexicano Leonel García lanzó «Te voy a perder» en colaboración con el dúo, como el tercer sencillo de su álbum de estudio Todas mías (2013). A tiempo finalmente obtuvo la certificación doble de platino más oro en México, por más de 150.000 ejemplares vendidos. Finalmente, la gira A Tiempo Tour, contó con alrededor de 180 fechas entre los años 2011 y 2013, pasando por Norteamérica, Centroamérica y llegando por primera vez a América del Sur.

### 2014-2017:Primera fila: Hecho realidad

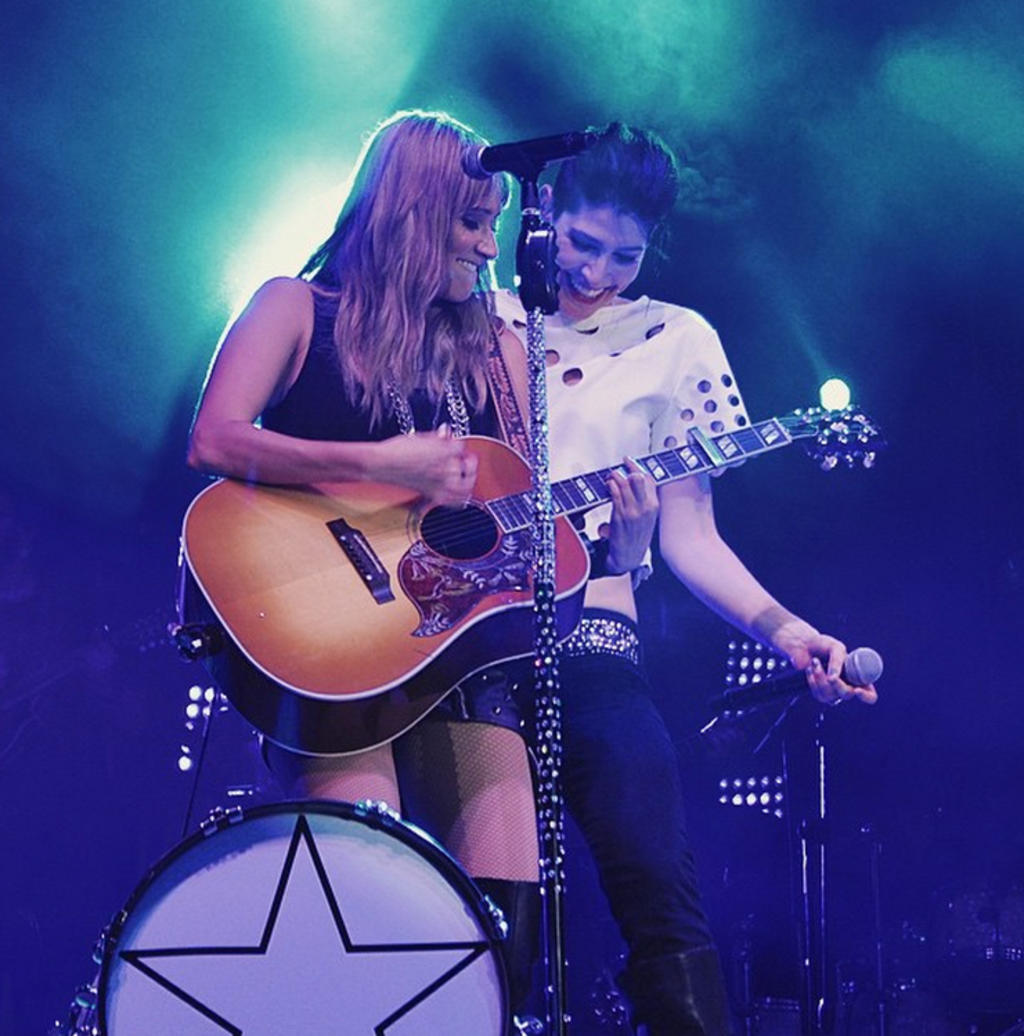
Ha*Ash durante su gira Primera Fila en 2015.

Tras renovar su contrato con Sony Music Latin, inician las preparaciones de su primer trabajo en vivo titulado Primera fila: Hecho realidad. Fue preparado en Miami, Florida y grabado en los Estudios Churubusco el 7 de julio de 2014 en Ciudad de México y en DeQuincy y Lake Charles en Luisiana, este último el lugar de origen del dueto. Se convirtieron ese año, en las más jóvenes en registrar bajo el concepto de Primera fila, una producción de Sony Music que registra conciertos acústicos de diversos artistas. La definen como su mejor carta de presentación para aquellos países en los que recién comenzaba a sonar su música, pues incluye catorce canciones que representan una recopilación de ocho temas inéditos, así como seis de sus más grandes éxitos, según ellas, de sus materiales anteriores. Forman parte de «Te mueves tú, se mueven todos» junto a David Bisbal y Reik como parte de la promoción de Coca-Cola para promover el deporte a fines de julio de 2014. El primer sencillo de su primer álbum en vivo «Perdón, perdón» se lanzó el 22 de septiembre, el cual alcanzó el primer lugar en las listas mexicanas, y el disco de diamante más platino y oro en el país. Dicho tema fue premiado en la categoría Canción Corta Venas del Año en los Premios Juventud, y Composición del Año entregado a través de la Sociedad de Autores y Compositores de México. Primera fila: Hecho realidad se comercializó el 11 de noviembre de 2014, se ubicó en la posición 16 en la lista Latin Pop Albums de Billboard, y ese mismo año se convirtió en primer número 1 de la banda en México.
Para la promoción de su nuevo material, a principios de febrero de 2015, comienzan su gira Primera Fila, con alrededor de 200 conciertos. El segundo sencillo «Lo aprendí de ti» se publicó el 6 de marzo de 2015. Escaló a las primeras posiciones en México, y se certificó con disco de diamante más doble platino, y con la presea Composición y Canción del Año otorgado, nuevamente por SACM. Posteriormente ese año, se lanzó «Ex de verdad», una nueva versión de «No te quiero nada» a dueto con el cantante argentino Axel y «Dos copas de más», sencillos que también fueron certificados por AMPROFON. Adicionalmente, ese mismo año incursionan como entrenadoras en el reality de talentos Me pongo de pie, donde su equipo se quedó con el primer lugar de la competencia. Son invitadas a la gira One World Tour de Ricky Martin en los conciertos realizados en Estados Unidos, durante los meses de septiembre y octubre de 2015. El 13 de noviembre, salió a la venta la edición especial del álbum Primera fila, e incluye nueve temas adicionales, de los cuales tres son inéditas; «Quédate lejos» junto a Maluma, «No soy yo» y «Pedazos», una versión de «At Last» de Etta James, nuevas versiones de canciones lanzadas anteriormente y un DVD que contiene el concierto grabado en vivo y un documental. Ese mismo año, el dúo consiguió un récord en la firma de autógrafos en Caracas, Venezuela con más de 5000 seguidores.
A inicios de 2016, se divulgó una nueva versión del disco, esta vez la edición europea y latinoamericana, que incluye el DVD mencionado anteriormente y la pista «Te dejo en libertad» en colaboración con el grupo español Maldita Nerea, que se publicó de forma promocional en España. El sexto y último sencillo de la producción «Sé que te vas», se lanzó en abril de 2016, en su versión en solitario. el cual alcanzó la certificación de oro en México. En agosto de ese año, colaboran en el sencillo «Mi niña mujer» de la banda Los Ángeles Azules. El 26 de noviembre de ese año, se presentan por primera vez en el Palacio de los Deportes con un lleno total, como parte de su gira Primera Fila. Fueron galardonadas a Mejor Artista Rock por los Premios Heat Latin Music Awards, y en los Premios Billboard de la música latina son nominadas a la categoría Artista del Año, Dúo o Grupo. Ese año, la agrupación formó parte del doblaje latino de la película Sing: Ven y canta!, y a su vez, Ashley participó en la banda sonora con la canción «Al fin». Graban el mismo año, «Hasta que regreses» como tema principal para la telenovela El regreso de Lucas.
Primera fila: Hecho realidad obtuvo varios certificados, destacando un disco de diamante más oro en México, además de certificaciones en Chile, Argentina, Perú, Colombia y Centroamérica. A la fecha ha vendido más de 650.000 ejemplares, y las convirtió en el dúo pop de la actualidad, con más discos vendidos en dicho formato a nivel internacional. En junio de 2017, el dúo colaboró con Melendi en el sencillo «Destino o casualidad» de su álbum Quítate las gafas. Finalmente, la gira tuvo pasos por Norteamérica, Latinoamérica, Europa y por toda la República Mexicana con innumerables sold-out. El 30 de septiembre, se llevó a cabo la última presentación en Guadalajara, México. Primera Fila fue premiado como Tour del Año por los Premios Telehit, y a lo largo de su duración, son nominadas por tres años consecutivos como Mejor Interpretación en vivo por las Lunas del Auditorio.

### 2017-2019:30 de febreroyHa*Ash: En vivo
Durante el último tramo de la gira Primera Fila del álbum anterior, el dúo dedicó tres días de la semana para dar conciertos, mientras que los restantes viajan a los estudios de grabación en Miami, Florida, para preparar su nuevo material discográfico. El 13 de octubre de 2017, se lanzó su primer sencillo «100 años» junto a Prince Royce, siete días después se estrenó el vídeo oficial. En noviembre, el tema se ubicó en el primer lugar en México y obtuvo la certificación cuádruple disco de platino en México y doble platino en Perú. Previamente al lanzamiento, en el mismo mes se publicó en su cuenta de YouTube vídeos líricos de seis canciones de la producción «No pasa nada», «Eso no va a suceder», «Paleta» «Llueve sobre mojado», «Ojalá» y «30 de febrero», las ideas en la forma de edición de cada cinta fue dada por las hermanas y llevada a cabo por el director Diego Álvarez. El 16 de noviembre de 2017, se presentan por primera vez en los Premios Grammy, interpretando el tema «Adoro» junto al Grupo Bronco. A finales de 2017, regresan con su nueva propuesta titulada 30 de febrero, la cual se comercializó el 1 de diciembre. Debutó en el número 11 en Latin Pop Albums, la posición más alta para uno de sus trabajos en su país natal y la ubicación 14 en Latin Pop Sales de Billboard. Durante semanas alcanzó el tercer lugar en México, y se certificó con disco platino más oro en el país. La dirección ejecutiva estuvo a cargo de Hanna Nicole junto al productor George Noriega, mientras que la dirección y realización musical van de la mano de los productores Matt Rad, Edgar Barrera y Joe London.
Participan por primera vez en el Festival de Viña del Mar en febrero de 2018, en su edición N.º 59, donde colaboraron en la obertura junto a Illapu, Gente de Zona, Zion & Lennox, entre otros. En ese mismo día inaugural, son invitadas a cantar junto a Miguel Bosé donde interpretaron «Si tú no vuelves». El dúo se convirtió en el artista más pedido por redes sociales para asistir al certamen musical y formó parte del jurado internacional. El 24 de febrero, pisan por primera vez en forma solitaria el escenario de la Quinta Vergara, y son premiadas con la Gaviota de Plata y la Gaviota de Oro, Ashley, por su parte, ganó el premio a Reina Popular del Monstruo, gracias a la votación de sus seguidores. Días después, para la promoción de su quinto álbum de estudio se embarcaron en una nueva serie de conciertos, esta vez llamada Gira 100 años contigo, junto con su comienzo, se publicó en marzo el segundo sencillo «No pasa nada», pista que se certificó con triple disco de platino en México. Durante la primera parte de la gira por Estados Unidos el 3 de abril de 2018, las cantantes debían realizar una breve sesión acústica en las oficinas de YouTube en California, sin embargo, debido a un accidente de Ashley en México, la intérprete tuvo que ir al hospital y no alcanzó a llegar al vuelo que la llevaba al país. Tras este hecho, posponen dicho evento salvándose del tiroteo que ocurrió ese día en el mismo lugar en que ellas debían cantar, sobre el incidente Hanna comentó: «las cosas pasan por algo, ayer nos tocaba estar en esas instalaciones, estábamos muy preocupadas porque no íbamos a poder llegar y al final agradecimos no haber llegado».
A mediados de 2018, son consideradas visitas ilustres en Uruguay por el Prosecretario General de la ciudad de Montevideo, y son invitadas a colaborar junto a Los Ángeles Azules en una versión cumbia de su tema «Perdón, perdón» para el álbum Esto sí es cumbia (2018). El tercer sencillo de 30 de febrero «Eso no va a suceder» se publicó en agosto de ese año, se ubicó en la primera posición en México, y se certificó con disco de platino más oro en el país. En octubre de ese año, Ha*Ash versionó «Adiós amor» tema popularizado por el cantante Christian Nodal y grabó acústicamente «No pasa nada» para el EP Spotify Singles, el dúo se convirtió en el primer grupo de música latina en publicar bajo este concepto llevado por Spotify. El 4 de noviembre, son premiadas a Mejor Artista Latinoamericano Norte en los premios MTV Europe Music Awards. Una semana después, realizan su cuarto evento en el Auditorio Nacional durante la Gira 100 años contigo, el cual se registró para su primer DVD en vivo en 2019. Finalmente, en enero de 2019 se lanzó el último sencillo de la producción «¿Qué me faltó?», que se certificó con disco de platino más oro en México, mientras que «Ojalá» y «30 de febrero» con disco de oro. Ese mismo año, son nominadas a Mejor Artista Pop por las Lunas del Auditorio.
Interpretan por primera vez el himno nacional estadounidense «The Star Spangled Banner» el día 18 de noviembre de 2019, durante un partido de la National Football League (NFL) realizado en el Estadio Azteca de la Ciudad de México y transmitido por el programa Monday Night Football. El 26 del mismo mes, a través de sus redes sociales, el dúo anunció la fecha de su publicación junto con la portada oficial de su producción Ha*Ash: En vivo para el 6 de diciembre de 2019. Dicho material en formato CD/DVD, contó con el concierto grabado el 11 de noviembre de 2018 en el Auditorio Nacional, anteriormente mencionado e incluye las participaciones de Miguel Bosé, Melendi y Prince Royce. En su primera semana de lanzamiento las puso nuevamente en el primer lugar en México; luego de haberlo conseguido en 2014 con su primer álbum en directo Primera fila: Hecho realidad. Pese a que el disco no fue promocionado por la banda, como sencillo principal se envió a las radios de México «Si tú no vuelves» en colaboración con Miguel Bosé, el cual alcanzó la primera posición en la lista Monitor Latino de México.

### 2021-2022:Haashtag
A fines de enero de 2020, la cantante mexicana María José lanzó de forma digital «Rosas en mi almohada» en colaboración con Ha*Ash, cuya pista fue escrita por las hermanas junto a Kany García. A causa del embarazo de Hanna, el dúo no agendó más fechas para su gira 100 años contigo que promociona su quinto álbum de estudio 30 de febrero (2017), la cual tuvo pasó por Latinoamérica, Norteamérica y España. La serie de conciertos continuó el 14 de febrero en el Zócalo de México, en la única presentación de la banda en 2020. Al mes siguiente, obtienen el premio al Artista Pop Más Escuchada en los Spotify Awards.
Durante la pandemia de conoravirus a finales de marzo, su hermana menor publicó un video en sus redes sociales de «Toilet Paper» una canción grabada por ellas con un celular y que trata de broma como están viviendo su cuarentena, sin embargo, nunca se divulgó oficialmente. La banda participó en el movimiento Together at Home y en el sencillo benéfico «Resistiré México», además de realizar transmisiones en vivo organizadas por el banco Citibanamex bajo la iniciativa «Cada paso cuenta» para compartir con sus seguidores durante la cuarentena, en dichas emisiones, se comentó que ya estaban trabajando en la composición de nuevas canciones para su próximo disco de estudio. En un showcase realizado en agosto de ese año para Citibanamex, la banda agregó que estaban en la búsqueda de productores para terminar su nuevo material. El 13 de septiembre de 2020, el video de «Lo aprendí de ti» ingresó a la lista Billion View Club, tema que se convirtió en la primera balada en español de un grupo en conseguir un billón de reproducciones en YouTube y las convirtió en los primeros artistas de Sony Music México en alcanzar dicha cifra.
A inicios de febrero de 2021, Sony lanzó el EP Lo más romántico de: Ha*Ash, que consistió en una recopilación de temas anteriores de la banda. El 25 del mismo mes, luego de un descanso musical por el embarazo y el nacimiento de la hija de Hanna en 2020, Ha*Ash regresó a lanzar música al formar parte del sencillo «Fuiste mía» del dúo argentino MYA y continuó con la gira Gira 100 años contigo en conciertos al aire libre en México. En junio de 2021, la banda estadounidense Metallica, anunció su álbum de covers The Metallica Blacklist para el 10 de septiembre del mismo año, dicho material contó con la participación de varios aristas, entre ellos Ha*Ash, donde el dúo realizó una versión espanglish del tema «The Unforgiven», que consistió en una balada country que incluyó toques de mandolina, banyo y una sección de mariachi. Posteriormente, publican el tema «Vencer el pasado» como tema principal de la telenovela homónima de Televisa. Adicionalmente, el dúo formó parte del doblaje latino de Sing 2: ¡Ven y canta de nuevo! (2021), luego haberlo hecho en su secuela de 2016 Sing: ¡Ven y canta!. En enero de 2022, la banda se presentó en el Festival de Las Condes, en dicha presentación cantaron a dúo «Te dejo en libertad» junto a Francisca Valenzuela, y anunciaron que en 3 semanas lanzarían su nuevo sencillo.
Como adelanto de su nuevo disco, el 17 de marzo de 2022, el grupo lanzó el sencillo principal «Lo que un hombre debería saber» acompañado por su video musical, tema que había sido anunciado 5 días antes. Posteriormente, anunciaron que irían publicando cada mes nuevas canciones del disco junto con vídeos musicales, siendo «Mejor que te acostumbres» el segundo adelanto, tema que incorporó su pop tradicional junto a toques mariachi. Una semana después, TV Azteca anunció a los nuevos entrenadores de La voz México que incluyó a Ha*Ash, David Bisbal, Yuridia y Joss Favela. A inicios de mayo, la banda lanzó «Serías tú», cuyo título había sido revelado en agosto de 2021 durante un Zoom con sus seguidores y abordó sobre la emoción de ser madre, siendo dedicado a Mathilda, la hija de Hanna, cuya risa formó parte de la canción y apareció en breves escenas del vídeo que lo acompañó. Dos semanas más tarde, se publicó «Supongo que lo sabes», cuyo vídeo fue grabado en el Fillmore Miami Beach en Florida y dirigido por Pablo Croce. En julio del mismo año siguiendo con el lanzamiento por mes, se reveló una quinta canción del disco «Si yo fuera tú» junto con su respectivo vídeo, del mismo modo se anunció las primeras fechas de la Gira mi salida contigo en México para la promoción de dicho material. En agosto, Sony reveló el disco Haashtag en iTunes para su preventa, donde se confirmó el nombre, la fecha de lanzamiento, el número de canciones y una colaboración con Kenia OS titulada «Mi salida contigo», publicada como sencillo a finales del mismo mes.
Finalmente, su sexto álbum de estudio Haashtag se lanzó el 1 de septiembre de 2022. En las semanas posteriores, su agencia confirmó tres etapas nuevas para su Gira mi salida contigo; que incluyó Estados Unidos, Centroamérica y Sudamérica. Para continuar con la promoción del disco, el dúo publicó en noviembre el séptimo video musical de dicho material, esta vez la canción «Tenían razón», cuyo vídeo fue dirigido por Pablo Croce y grabado en Ciudad de México. A finales del mismo mes, la agrupación formó parte del álbum Piano y mujer II del pianista Arthur Hanlon con su sencillo «Lo aprendí de ti y una versión del tema «Bridge Over Troubled Water» de Simon and Garfunkel el cual fue presentando a través de un especial en HBO.

### 2023-presente: Haashville
A mediados de 2023, tras ganar dos Premios Juventud a grupo pop del año y álbum del año, el dúo anunció que publicarían más fechas para su gira mi salida contigo en promoción de su sexto disco de estudio. En agosto, Ha*Ash lanzó «Te acuerdas», una balada en colaboración con la banda Reik, del mismo modo a finales de mes, se anunció su participación en la serie documental Mi música, mi tierra trasmitido por Disney +. En octubre, se publicó un remix del tema «Yo nunca nunca» de su álbum Haashtag con la participación de Mar Lucas, días después su novena presentación de su gira por el Auditorio Nacional formó parte de la seguidilla de conciertos trasmitidos por Star+. Como nuevas canciones, la banda publicó «Todavía no» con Nanpa Básico y posteriormente «1, 2, 3 segundos» con Adriel Favela.
Finalizando la su séptima gira musical, el dúo anunció la Gira Haashville con 50 fechas inicialmente por Norteamérica como respaldo de su futuro séptimo álbum de estudio. Dicha gira es un cruce de palabras entre su nombre artístico y Nashville, una de las ciudades donde la banda preparó su tercer álbum de estudio Habitación doble (2008), y que Ha*Ash se inspiró para volver a sus orígenes con sonidos country. Previamente al disco el dúo lanzó «El cielo te mandó para mi», «I Got It» y «Nuestro camino» con Joss Favela, y formó parte del tema «Me dediqué a perderte» de Abel Pintos, una versión del tema de Alejandro Fernández. El disco Haashville fue grabado en Houston, Estados Unidos, en una de las casa del dúo. Se lanzó el 31 de octubre junto al sencillo «A las 12 te olvidé» en colaboración a Elena Rose. Tras el buen recibimiento de «Te apuesto» en colaboración con María José, la banda publicó un vídeo oficial de dicha canción como último tema de promoción del disco.
Iniciando el 2025, el dúo formó parte del sencillo «Cinco minutos más» de Lasso, y lanzó «Amiga date cuenta» junto a Thalía. En, Ha*Ash se presentaría por segunda vez en el Festival de Viña del Mar en su edición 64.ª.  El 24 de febrero, pisan por segunda vez el escenario de la Quinta Vergara, y son premiadas con la Gaviota de Plata y la Gaviota de Oro, sin embargo, cuya presentación marcaría críticas a la organización por el poco tiempo dado al grupo. En marzo de 2025, junto con la gira Haashville, el grupo se presentaría en Toronto, siendo su primera vez en Canadá. A la semana siguiente se lanzó «No fue lo que hiciste», un tema que se había presentado por primera vez el 13 de septiembre en una presentación del dúo en Toluca, pero que sin embargo, no fue incluida en el disco. El tema aborda una situación personal de Ashley, y fue el motivo que demoró la publicación de la canción.

## Arte

### Lírica y composición
Sus temas están basados en temáticas de amor, sarcasmo y empoderamiento femenino. Líricamente son consideradas como un grupo que le canta al «amor y al desamor, con toques femeninos y a la vez aguerridos». Hanna confesó que para ellas lo más importante era el mensaje que se entrega y no la forma o el sonido con el que se adorna. La mayoría de sus composiciones abordan experiencias personales que han vivido, ya sean situaciones familiares, sus primeros amores y rompimientos, argumentando que se atrevieron a «decir y sentirlo todo». Es así como «Todo no fue suficiente» y «Sé que te vas» plasman el momento más difícil que les tocó enfrentar, como lo fue el divorcio de sus padres en 2005. En el propio video en vivo publicado del tema, indica Hanna al inicio: «De todos los corazones rotos que existen, esta canción va dedicada al corazón roto de mi mamá». En el ámbito de la composición, mencionan su admiración por la forma de escribir de Leonel García.
Pese a que su lengua materna es el inglés, la banda escribe tanto en dicho idioma como en español; «hay canciones que nos salen naturalmente en inglés y otras en español [...] no hacemos traducciones, tenemos alrededor de 300 temas combinando el inglés y español», explicó Ashley. Por su parte, Hanna profundizó el asunto comentando: «nuestro primer idioma es el inglés, pero poco a poco hemos aprendido a expresarnos más en español». Sus materiales publicados están en su mayoría en español, en una entrevista para El Universal en 2015, ambas mencionan que aún no les interesa grabar en el idioma anglo, aclarando que están cómodas con el lenguaje hispano. Hanna en esa misma entrevista, declaró; «aún tenemos mucho que decir en español, hasta no posicionarnos bien en el mercado latino, no queremos cambiar». Igualmente, Ashley ahondó en el tema expresando que en un futuro puedan llegar a grabar en inglés, en una conferencia para Billboard en septiembre de 2018, manifestó; «no le cerramos la puerta a la grabación en inglés [...] pero actualmente nuestro enfoque está en el español».

### Estilo musical

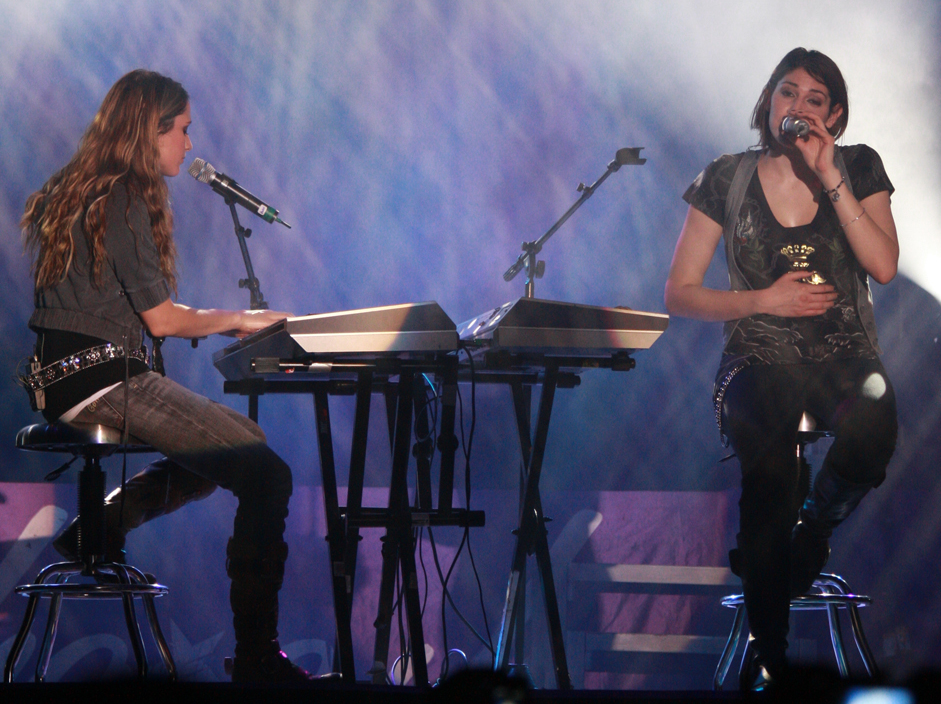
Ha*Ash presentándose en vivo el 6 de septiembre de 2008, en la promoción de su álbum Habitación doble.

Aunque su estilo ha ido variando a lo largo de sus lanzamientos discográficos, habitualmente su música ha sido clasificada como country, pop country, funk, pop rock, electropop, pop latino y balada romántica. Su primeros dos discos estaban centrados principalmente en el country en español, donde la banda llegó a desarrollar un sonido que se basaba en los contrastes del pop con el country. Su tercer material de estudio Habitación doble grabado en Nashville, se inclinó por la simplicidad de las canciones con sonidos más roqueros y toques de brit pop. Explorando nuevos sonidos, su cuarta placa A tiempo añadió un nuevo estilo para su música, incursionando en la música electrónica, y la combinación del pop rock. En su siguiente álbum de estudio 30 de febrero, la banda se caracterizó por la grabación de temas donde predominan el R&B, pop anglo y guitarras latinas, además de presentar sus primeras incursiones a la música urbana, aun así, conservando la balada romántica. La preparación de este en Miami las influenció a coquetear con el ritmo urbano, ya que es la música que se escucha en el lugar, creando melodías más pegadizas para adaptarse a este estilo que ganó popularidad a mediados de los años 2010. En el ámbito colaborativo, el dúo se introdujo en la cumbia en las colaboraciones con Los Ángeles Azules en los temas «Mi niña mujer» y «Perdón, perdón», y con «Te aprovechas» de Alicia Villarreal.
Musicalmente sus canciones suelen verse influenciada principalmente por las guitarras clásica, el sonido suave de la batería y en las baladas el uso predominante del piano, durante sus presentaciones, Hanna al ser instrumentalista es quien toca la mayoría de los instrumentos, acostumbra a manejar la guitarra eléctrica en «Amor a medias», el bombo junto con la mandolina en «No te quiero nada» y la armónica en «Me entrego a ti». La guitarra clásica es empleada por las dos, habitualmente en «Estés donde estés». A pesar de que ambas aprendieron a interpretar el piano con ayuda de su abuela, es Hanna quien suele usarlo en «Lo aprendí de ti» o «No pasa nada», mientras que Ashley lo utilizó en 2008 en la promoción de su tercer álbum de estudio Habitación doble. En una versión acústica de «Eso no va a suceder» que se lanzó en 2018, Hanna empleó tres instrumentos a la vez; la guitarra, el pandero y el bombo, en cuanto Ashley la melódica.

### Influencias

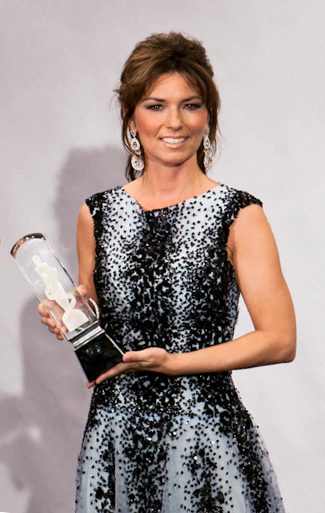
Shania Twain es una de las artistas que han influenciado a Ha*Ash.

Ha*Ash ha expresado su admiración a artistas como Shania Twain, Loretta Lynn, Nat King Cole, Garth Brooks, The Chicks y Patsy Cline. Sus primeras influencias musicales procedían de la música góspel, el dúo menciona que a la edad de 5 y 6 años, respectivamente, en una iglesia de Lake Charles, a donde regularmente asistía su familia, un día su abuela las subió al escenario a cantar y se quedaron cantando cada domingo en las iglesias en el sur de Estados Unidos. El dúo tiene influencias de variados géneros musicales, pero principalmente de la música country, debido a que desde pequeñas crecieron escuchando ese estilo musical por la influencia de su madre. A causa de esto, optan musicalmente por traducir esas canciones al español, y empezar un proyecto musical en México. «El country está en nuestra sangre, aunque hayamos vivido parte de nuestra vida en México, nuestra madre es seguidora de esa música y desde chiquitas crecimos escuchándola y se nos hace súper especial cantarla en español» declaró Ashley Grace para la revista Chron en agosto de 2008.
En sus comienzos como grupo, la banda se dedicaba a tocar covers de diversos artistas en inglés y español, destacando canciones como «I Will Survive» de Gloria Gaynor, «Ten Thousand Angels Cried» de LeAnn Rimes, «Beat It» de Michael Jackson, «Man I Feel Like a Woman» de Shania Twain, entre otros. En el ámbito latino realizan versiones de cantantes como José José, Miguel Bosé, Selena, Flans, y demás. En lo años posteriores, Ha*Ash en ocasiones, continuó interpretando temas de otros artistas, como: «Amazing Grace» de Celtic Woman, «Foolish Games» de Jewel, «Sweet Child O' Mine» y «Paradise City» de Guns N' Roses y «You Shook Me All Night Long» de AC/DC. Dentro de sus producciones, la banda versionó y publicó los temas: «I Want to Be a Cowboys Sweetheart» de Patsy Montana, «Tú y yo volvemos al amor» de Mónica Naranjo, «Solo una vez» de Sergio Dalma, «His eyes on the sparrow» de Ethel Waters, «At Last» de Etta James, «Adiós amor» de Christian Nodal, y «The Unforgiven» de Metallica.

## Filantropía

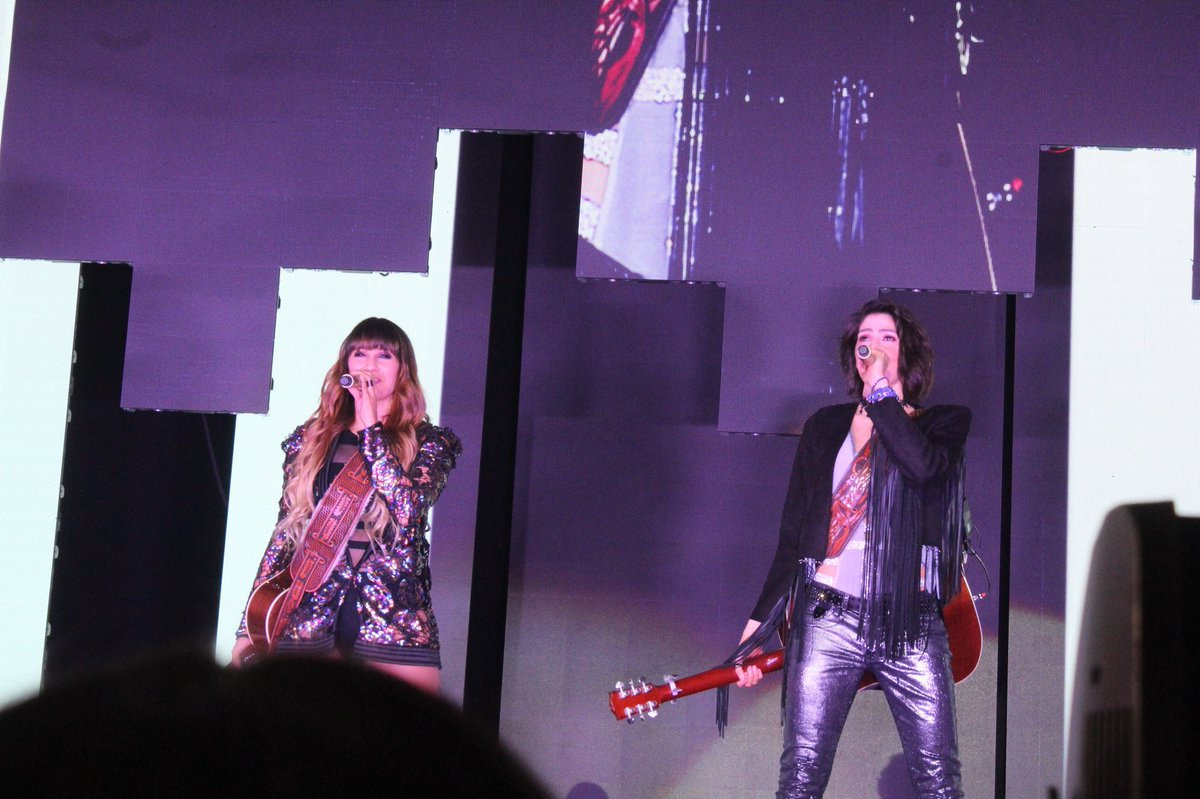
Ha*Ash en un concierto en el Movistar arena de Chile en 2018

Además de su carrera musical, Ha*Ash ha contribuido en varias obras humanitarias y de caridad. Prestaron su casa en Luisiana, Estados Unidos a finales de 2005, para ir en ayuda de algunos migrantes mexicanos afectados del Huracán Katrina que afectó a ese estado en agosto de ese año. Asimismo, colaboraron en un evento altruista para la Cruz Roja estadounidense, para el apoyo de damnificados. El dúo participó en la fundación Ellen West que lucha contra la anorexia, y apoya constantemente a los refugios de animales, incentivando a la gente a no comprar mascotas, sino que a adoptarlas.
El dúo fue nombrado embajador de la fundación Save the Children en 2009, para la protección de los derechos de los niños. Al año siguiente, la banda grabó «Latente», cuya obra es de su autoría junto con la cantante Joy Huerta, el cual plasmó las experiencias vividas en la visita que realizaron a Haití en agosto de ese año, tras el terremoto de 2010 que azotó a ese país y cuyas ganancias fueron donadas a los niños del lugar, a través de dicha fundación.
Asistieron como el único grupo de música latina al concierto a beneficio Harvey Can’t Mess With Texas en septiembre de 2017, para las víctimas del Huracán Harvey ocurrido en agosto de ese año en Luisiana y Texas. Dicho evento se realizó en el Frank Erwin Center de Austin, y los beneficios se destinaron a la fundación Rebuild Texas Fund.
Durante la pandemia de conoravirus, el 3 de abril de 2020 el dúo participó en el movimiento Together at Home impulsado por Global Citizen en apoyo de la Organización Mundial de la Salud. El 16 del mismo mes, colaboran en un sencillo benéfico para México junto a otros artistas, titulado, «Resistiré». Todos los recursos del tema se destinaron a la Unidad Temporal COVID-19, instalada en el Centro Citibanamex de México. En diciembre del mismo año, se unen al evento Esta Vez Por Tabasco, para juntar donativos por las inundaciones ocasionadas por las lluvias en Veracruz, Chiapas y Tabasco. En 2021, Ha*Ash lanzó una versión espanglish del tema «The Unforgiven» para el álbum The Metallica Black List, donde todas las ganancias de la canción se destinaron a la fundación Save the Children.

### Fondo Ha*Ash
En diciembre de 2007, Ha*Ash creó el «Fondo Ha*Ash», una organización sin ánimo de lucro con el fin de trabajar en conjunto con la Fundación CIE, para apoyar a niños que lucha contra el sida, jóvenes que padecen síndrome de Down, entre otras causas. En su inauguración, que tuvo lugar en un concierto benéfico en el Teatro Metropólitan, presentaron el tema «Hoy rezaremos por ti» una canción inédita la cual interpretaron en conjunto con un coro de niños beneficiados por dicha fundación y a partir de entonces sería el himno que la identificaría. En 2012, los Nickelodeon Kids' Choice Awards México las reconocieron con el Premio social por sus labores filantrópicos y el compromiso por las causas sociales.
Cada año destinan ayuda a diferentes causas sociales, en 2016 realizaron el proyecto «Barriga llena, corazón contento», donde llevaban comida a personas en situación de calle, para su promoción lanzaron una convocatoria a sus seguidores y en ese entonces sus compañeros del programa de televisión Me pongo de pie, tales como Paty Cantú y Río Roma para que participen de esta idea. Sobre el proyecto Ashley comentó: «desde pequeñas, ayudar al prójimo es algo que hacemos a medida de nuestras posibilidades, pero ahora decidimos invitar a que se sumarán más gente». Fueron premiadas como Agentes de Cambio nuevamente por los KCA México, por esa labor social.
Abrieron su fundación en 2017 para apoyar a los afectados en México, luego de los terremotos de Chiapas y Puebla en septiembre de ese año y participan en el evento Estamos Unidos Mexicanos, un concierto a beneficio para los damnificados. «El Fondo es sin lugar a dudas el sentido de nuestro trabajo [...] año tras año vamos designando a diferentes causas a lo que hace falta, un año pagamos tratamientos de niños con sida, otro año estuvimos becando niños para que terminen la escuela. Este año lo vamos a destinar para reconstruir casas, estar con los niños que lo han perdido todo. Queremos que tengan la oportunidad de seguir estudiando [...] trabajamos de la mano con Save the Children, viendo la forma de ayudar», comentó Ashley en noviembre de ese año.

## Miembros

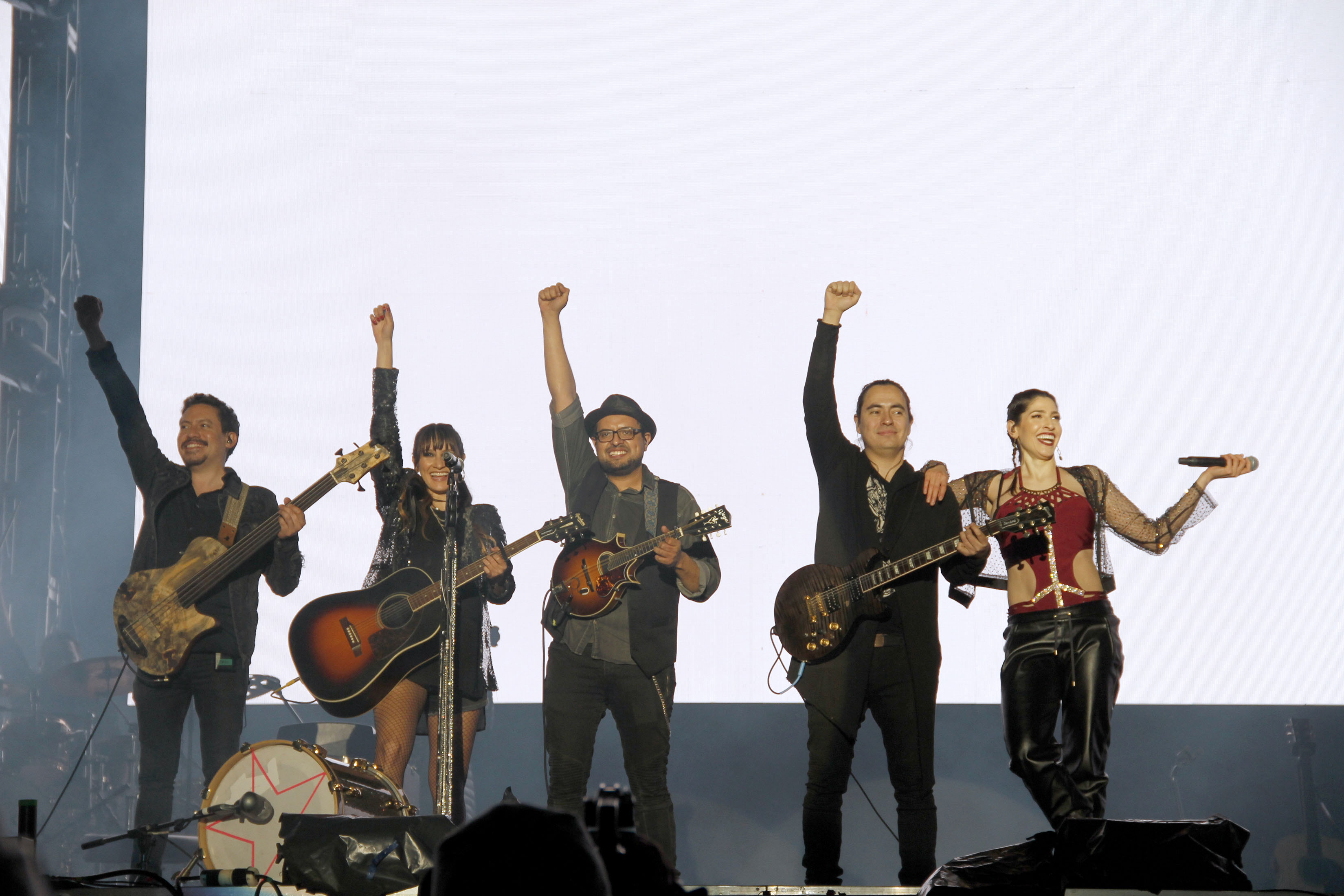
Ha*Ash junto a su banda en el Zócalo de la Ciudad de México el 14 de febrero de 2020.

Ha*Ash fue formado en 2002 por las hermanas Ashley Grace y Hanna Nicole. Las cantantes son las únicas integrantes oficiales de la banda, pero reúnen diferentes músicos para grabar sesiones en estudio e interpretar las canciones en giras y otras actuaciones. Durante su trayectoria, su banda en directo y de grabaciones ha cambiando sistemáticamente a lo largo de sus series de conciertos y lanzamientos discográficos.
Miembros actuales
- Ashley Grace – voz, guitarra, piano, melódica (2002–presente)
- Hanna Nicole – voz, guitarra, piano, armónica, bombo, mandolina, pandero (2002–presente)

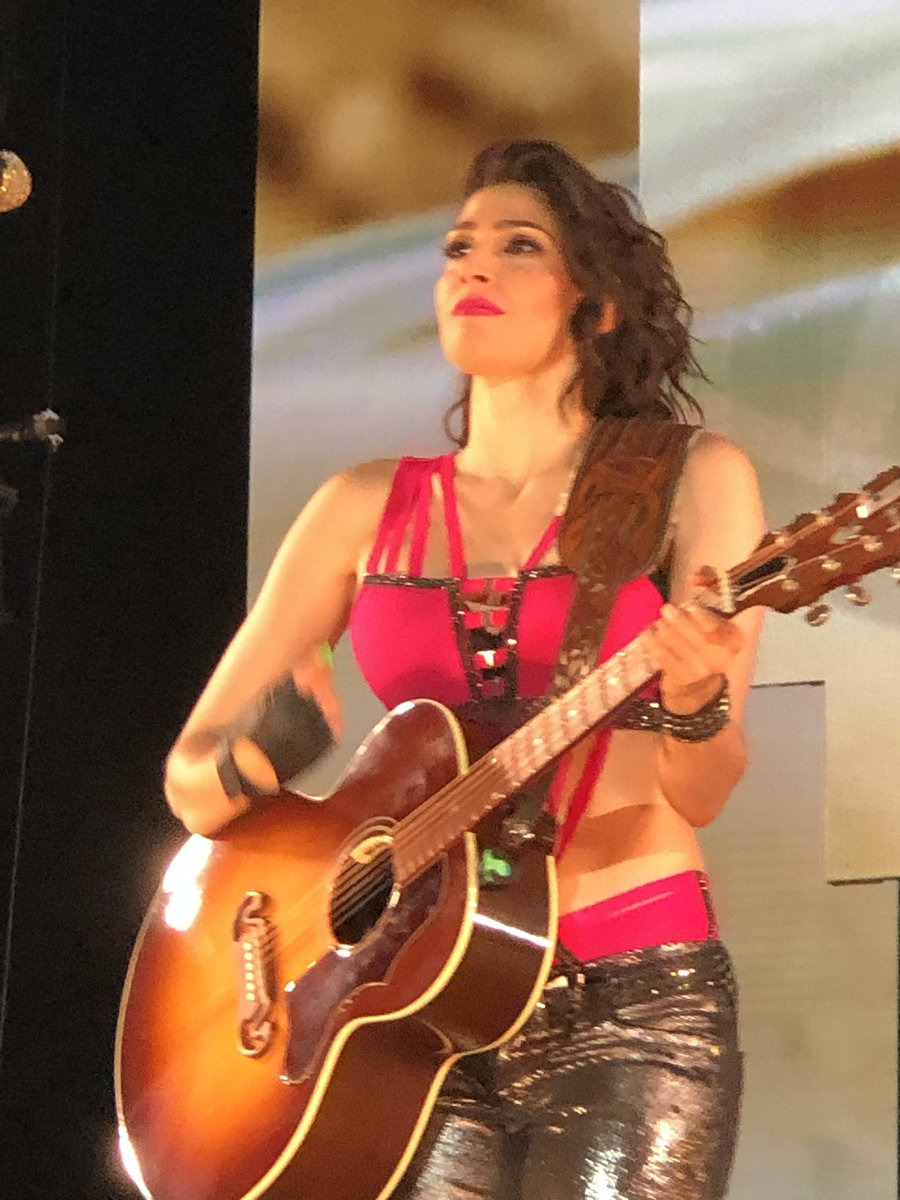
Ashley Grace (2002-presente)
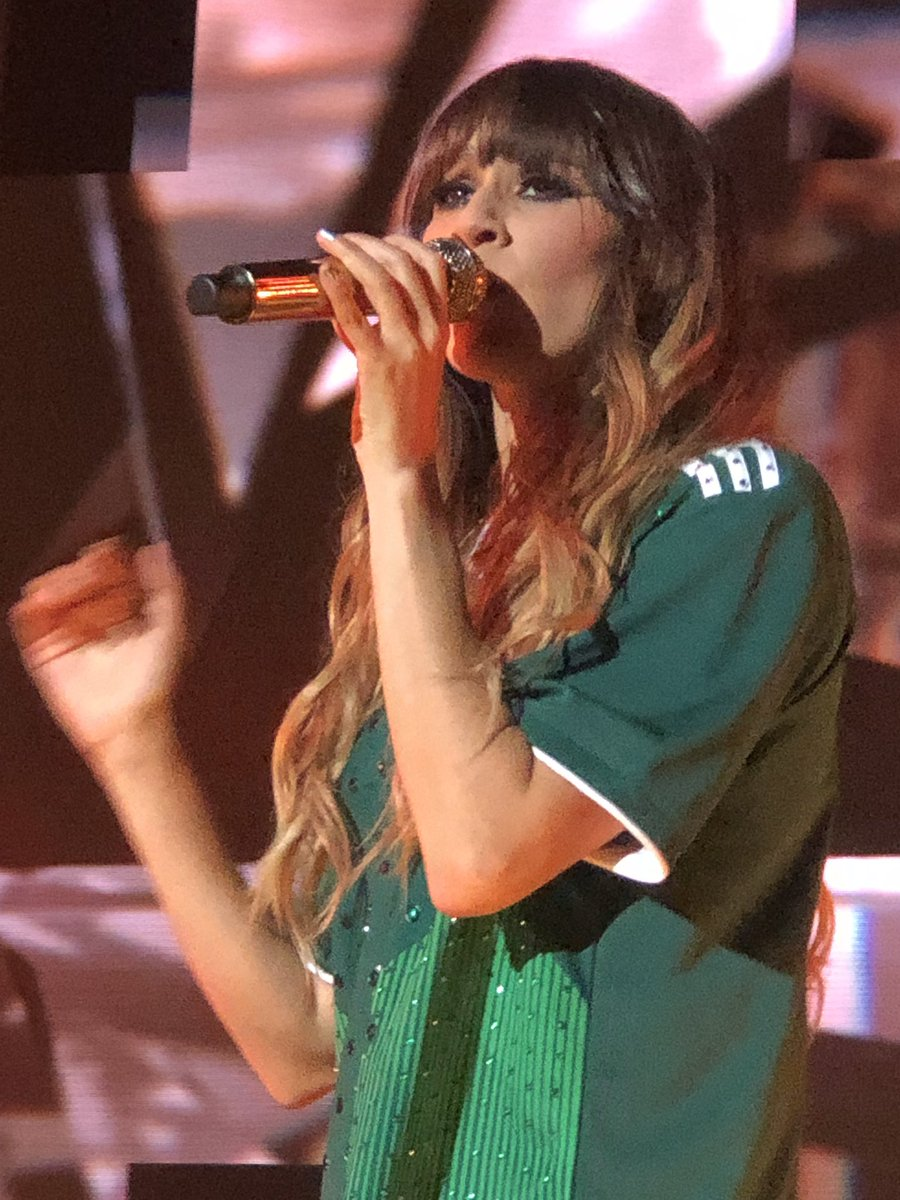
Hanna Nicole (2002-presente)

| Banda de apoyo actual - Mateo Aguilar – piano, director musical (2005-2009, 2011–presente) - Ricardo Cortes – batería (2015–presente) - Rodrigo "Oso" Duarte – multiinstrumentista (2015–presente) - Fernando Ruiz Ruvel – bajo, guitarra (2015–presente) - Gerardo "Tito" Ruelas – bajo, guitarra (2018–presente) | Banda de apoyo anterior - Max Borghetti – piano, director musical (2003–2005) - Celso Duarte – violín (2003-2008) - Rodrigo Baills – guitarra (2003-2014), director musical (2009-2011) - Rick Jeschke Deliz – guitarra (2008-2014) - Uriel Natenzon – bajo (2008-2014) - Eddy Vega – batería (2008-2014) - Lari Ruiz Velasco – bajo, guitarra (2015–2017) |

## Discografía
Álbumes de estudio
- 2003: Ha*Ash
- 2005: Mundos opuestos
- 2008: Habitación doble
- 2011: A tiempo
- 2017: 30 de febrero
- 2022: Haashtag
- 2024: Haashville

Álbumes en vivo
- 2014: Primera fila: Hecho realidad
- 2019: Ha*Ash: En vivo

## Filmografía y vídeografía
Películas
- 2008: Igor
- 2016: Sing: ¡Ven y canta!
- 2021: Sing 2: ¡Ven y canta de nuevo!

## Giras musicales
| Principales: - 2003-2004: Ha*Ash Tour - 2005-2007: Mundos Opuestos Tour - 2008-2010: Habitación Doble Tour - 2011-2013: A Tiempo Tour - 2015-2017: 1F Hecho Realidad Tour - 2018-2022: Gira 100 años contigo - 2022-2024: Gira mi salida contigo - 2024-2025: Gira Haashville | Promocionales: - 2008: Reventour - (con varios artistas) Actos de apertura: - 2011: Sale el sol World Tour - (para Shakira) - 2015: One World Tour - (para Ricky Martin) |